# Tmarus malleti
Tmarus malleti är en spindelart som beskrevs av Roger de Lessert 1919. Tmarus malleti ingår i släktet Tmarus och familjen krabbspindlar. Inga underarter finns listade i Catalogue of Life.